# Мучная огнёвка
Мучная огнёвка (лат. Pyralis farinalis) — бабочка семейства огнёвок; вредитель зерна, пищевых продуктов и фуража. Космополитический вид.

## Описание

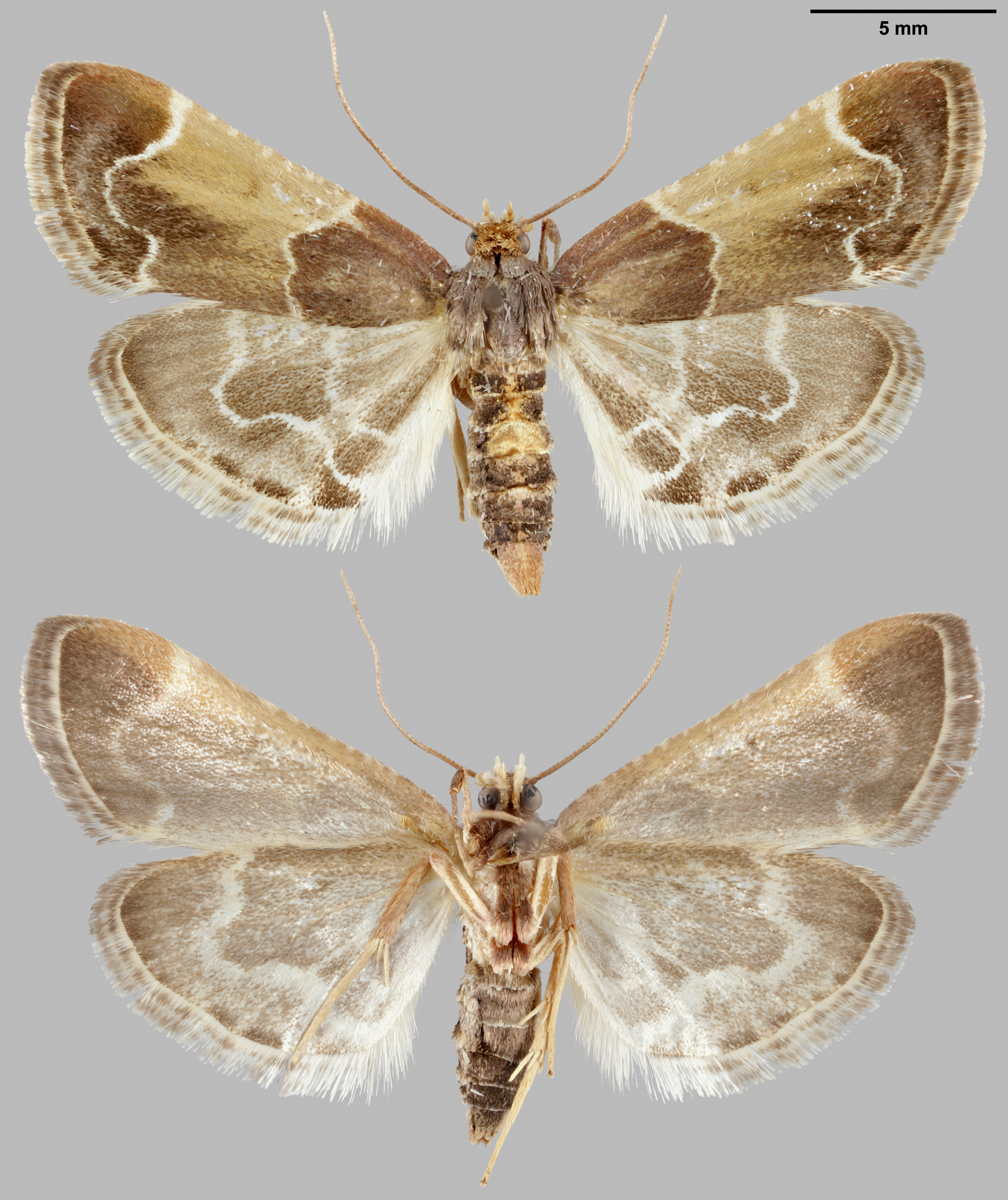
Мучная огнёвка (самец)

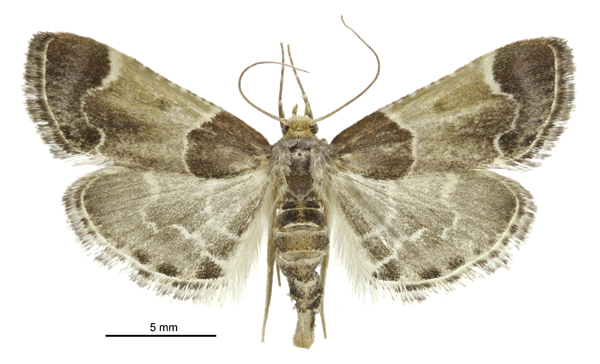
Мучная огнёвка (самка)

Длина тела имаго 9—12 мм, размах крыльев самца 18—24 мм, самки — 20—30 мм. Передние крылья широкие, почти треугольной формы; длина вдвое больше ширины; окраска от светло-каштановой до пурпурно-коричневой; рисунок образован тремя светлыми перевязями. Задние крылья серые с извилистыми поперечными полосками; по краю расположены тёмные пятнышки разной величины. В спокойном состоянии крылья раздвинуты и опущены, конец брюшка загнут сверху (поза характерна для ещё не спаривавшихся бабочек). Голова спереди гладкая, на макушке со слегка взъерошенными волосками; губные щупики короткие.
Яйца длиной около 0,6 мм, белые, овальные или округлые.
Гусеницы длиной 20—25 мм, желтовато-белые, покрыты короткими редкими волосками.
Куколка длиной около 10 мм, коричневая.

## Распространение и местообитания
Космополит; встречается в Европе, Азии, Северной Африке, Северной Америке, Австралии, Новой Зеландии. В России повсеместно кроме Крайнего Севера.
Предпочитает сырые местообитания; встречается в продуктовых хранилищах, зерноскладах, на мукомольных и комбикормовых предприятиях, в быту. В южных районах может развиваться в природных условиях, обитая в стогах сена, соломе и т. п..

## Биология
Бабочки ведут сумеречный образ жизни; не питаются. Продолжительность жизни имаго — около десяти дней. После спаривания самка откладывает 120—150 яиц, иногда до 250 (по другим источникам — до 400). Летом цикл развития от яйца до бабочки занимает 7—8 недель, зимой — 6—8 месяцев. В природных условиях за год развивается 3—4 поколения, в помещении — до 4—5 поколений.
Развитие гусеницы длится 45—50 дней; вылупившиеся гусеницы живут группами в трубочках, состоящих из частиц муки, зерна или сена, переплетённых паутиной. Питаются всеми видами зерновых продуктов, мукой, отрубями, сеном, сухофруктами, кондитерскими изделиями и т. п. При окукливании гусеница строит кокон, вплетая в него мусор и пыль; фаза куколки длится от 5 до 30 дней.

## Значение
Мучная огнёвка — опасный вредитель, чьи гусеницы способны повреждать самые разнообразные продукты растительного происхождения. Часто встречаясь на складах и пищевых заводах, огнёвка наносит ущерб запасам зерна, мучных изделий, фуража, комбикорма; в квартирах может повреждать запасы крупы, сушёных фруктов, печенья, сухарей, конфет.
Меры борьбы включают уничтожение содержащей гусениц паутины, очистку помещений от сора и проветривание, влажное или газовое обеззараживание, газацию и сушку заражённых продуктов. В быту необходимо регулярно осматривать продуктовые запасы и при обнаружении гусениц просушить продукт в духовке.